# Cupressus chengiana
Cupressus chengiana là một loài thực vật hạt trần trong họ Cupressaceae. Loài này được S.Y.Hu mô tả khoa học đầu tiên năm 1964.